# 王六生
王六生（1917年—1995年），原名王盛其，江西省萍乡上栗县人。中华人民共和国政治人物。
早年担司号长，后任红三军团红四师十二团连政治指导员，参加长征。1938年，任八路军115师343旅686团二营、一营政治教导员，后随部进入山东，任115师教导二旅第五团参谋长、鲁南军区第五团团长兼政委等。第二次国共内战期间，担任山东野战军第八师二十三团政委、第三野战军第二十二军六十五师政委、中国人民解放军第22军政治部主任。1955年，授少将军衔。1960年，担任中国人民解放军第20军政委。1964年，任上海警备区第二政委；次年，任南京军区政治部主任。1969年，任南京军区副政治委员兼军区政治部主任。1971年，任武汉军区第一政委。1972年，改任中共湖北省委第二书记。1975年，任中国人民解放军工程兵政委。